# Elizabeth Spriggs
Elizabeth Jean Spriggs (18 de septiembre de 1929-2 de julio de 2008) fue una actriz de carácter inglesa.
Los papeles de Spriggs con la Royal Shakespeare Company incluyeron a Enfermera en Romeo y Julieta, Gertrudis en Hamlet y Beatriz en Mucho ruido y pocas nueces. En 1978, ganó el premio Olivier a la mejor actriz de reparto por Love Letters on Blue Paper de Arnold Wesker. Recibió una nominación al BAFTA como Mejor actriz de reparto por la película de 1995 Sense and Sensibility. Sus otras películas incluyeron Richard's Things (1980), Impromptu (1991), Paradise Road (1997) y Harry Potter y la piedra filosofal (2001).

## Primeros años y carrera
Nacida en Buxton, Derbyshire, en 1929, Spriggs tuvo una infancia infeliz y más tarde afirmó que "creció completamente sin afecto". Estudió en el Royal College of Music y enseñó oratoria y teatro en Coventry. Su primer matrimonio a los 21 años fue un desastre y, en lo que llamó "la decisión más dolorosa de mi vida", dejó a su marido y a su pequeña hija para perseguir su sueño de actuar. "El deseo de actuar era como un peso dentro de mí", dijo más tarde, "y sabía que si no hacía nada al respecto, me destruiría". Escribió a una empresa de repertorio en Stockport, Cheshire, pidiendo trabajo y la contrataron. Trabajó con muchas compañías, incluso en Birmingham y Bristol, antes de unirse a la Royal Shakespeare Company (RSC) en 1962.

## Carrera escénica
Spriggs fue una intérprete habitual del RSC bajo la dirección de Peter Hall hasta 1976, interpretando muchos papeles importantes de Shakespeare, entre ellos Enfermera en Romeo y Julieta, una aclamada Gertrudis en Hamlet junto a David Warner, Calpurnia en Julio César, Mistress Ford en Las alegres comadres de Windsor y una ingeniosa Beatriz en Mucho ruido y pocas nueces. También apareció en las producciones de RSC de Un delicado equilibrio de Edward Albee, Major Barbara de Shaw y la comedia London Assurance de Dion Boucicault, interpretando a Lady Gay Spanker junto a Donald Sinden.
En 1976, se mudó con Hall del RSC al National Theatre cuando se inauguró el teatro de la compañía. En la primera temporada interpretó a la excéntrica médium Madame Arcati en Un espíritu burlón. Entre sus muchas otras obras para el Nacional se encuentran Volpone con Paul Scofield, The Country Wife y Macbeth con Albert Finney. En 1978, Spriggs ganó el premio de la Society of West End Theatre a la mejor actriz de reparto por Love Letters on Blue Paper de Arnold Wesker, interpretando a la esposa de un líder sindical moribundo que recuerda sus primeros años de vida juntos (un papel que interpretó por primera vez en la televisión de la BBC en 1976).
Su trabajo teatral posterior incluyó un revival en el West End de When We Are Married de J. B. Priestley en 1986, y Arsénico y encaje antiguo en el Chichester Festival Theatre en 1991.

## Televisión y cine
Spriggs no trabajó regularmente en televisión hasta mediados de la década de 1970. Estuvo en The Glittering Prizes (1976) de Frederic Raphael, interpretó a Eleanor Pressett en el drama de la BBC We, the Accused (1980), interpretó a Connie, la cabeza de una familia en lucha del sur de Londres en el drama de trece capítulos de Fox (1980), fue Martha en Tales Of The Unexpected (1980) y fue la formidable Nan en la serie de comedia de ITV Shine on Harvey Moon (1982–85). Apareció en tres obras de Alan Bennett: Afternoon Off (1979), Intensive Care (1982) y Our Winnie (1982). Interpretó a Calpurnia y Mistress Quickly para la serie Shakespeare de la BBC, apareció en Doctor Who en la serie Paradise Towers de Sylvester McCoy de 1987 y fue la bruja principal en una serie infantil llamada Simon and the Witch (1987).
En 1990, realizó una actuación memorable como una de las chismosas temerosas de Dios en la adaptación de la BBC de Oranges Are Not the Only Fruit de Jeanette Winterson y, en 1992, apareció en versiones televisivas de The Old Devils  de Kingsley Amis y Anglo-Saxon Attitudes de Angus Wilson En 1994, interpretó a la Sra. Gamp en la adaptación de la BBC de Martin Chuzzlewit de Charles Dickens y fue la Sra. Cadwallader en Middlemarch de George Eliot. Continuó trabajando en televisión, en series como Heartbeat, Midsomer Murders (interpretando a una víctima de asesinato en el episodio piloto de la serie en 1997 y regresando en 2006 como la hermana gemela idéntica del personaje) y Poirot.
Ella fue el tema de This Is Your Life en 1998, cuando fue sorprendida por Michael Aspel en Shepperton Studios.
Sus primeras apariciones cinematográficas incluyeron Work Is a Four-Letter Word (1968) y Three into Two Won't Go (1969), ambas dirigidas por Peter Hall. Sus papeles posteriores incluyeron a la señora Jennings en la adaptación ganadora del Oscar de Sense and Sensibility (1995) de Emma Thompson, papel por el que fue nominada al BAFTA a la mejor actriz de reparto (perdiendo frente a su coprotagonista Kate Winslet) y la Dama Gorda en Harry Potter y la piedra filosofal (2001). Su última película fue Is Anybody There? (2008) con Michael Caine, estrenada poco después de su muerte.

## Vida personal
Los dos primeros matrimonios de Spriggs, con Kenneth Spriggs y un compañero actor de RSC, Marshall Jones, se disolvieron. En 1977 se casó con su tercer marido, Murray Manson, un taxista y músico a quien había conocido mientras actuaba en London Assurance. Tuvo una hija, Wendy, de su primer matrimonio.
Spriggs murió el 2 de julio de 2008 a la edad de 78 años. Su funeral y entierro tuvieron lugar en el cementerio de Santa María la Virgen en Thame, Oxfordshire. Asistieron familiares y amigos, entre ellos Sinéad Cusack, James Ellis y Lesley Sharp. A su funeral también asistieron Jeremy Irons, Robert Hardy y Peter Vaughan, quienes rindieron homenaje a su amiga y compañera actriz.

## Filmografía seleccionada
| Año        | Título                              | Papel                    | Notas                                     |  |
| ---------- | ----------------------------------- | ------------------------ | ----------------------------------------- |  |
| 1968       | Work Is a Four-Letter Word          | Sra. Murray              |                                           |  |
| 1969       | Three into Two Won't Go             | Marcia                   |                                           |  |
| 1974       | Leeds - United!                     | Maggie                   | Obra de BBC para Today                    |  |
| 1980       | Richard's Things                    | Sra. Sells               |                                           |  |
| 1980       | Tales of the Unexpected             | Martha Sturgis           | "The Orderly World of Mr Appleby"         |  |
| 1981       | Lady Chatterley's Lover             | Lady Eva                 |                                           |  |
| 1982       | An Unsuitable Job for a Woman       | Miss Markland            |                                           |  |
| 1982       | Spider's Web                        | Mildred Peake            | Película de televisión                    |  |
| 1983       | Those Glory Glory Days              | Maestra de escuela       | Película de televisión                    |  |
| 1984       | The Cold Room                       | Frau Hoffman             | Película de televisión                    |  |
| 1984       | Strangers and Brothers              | Lady Muriel Royce        | 3 episodios                               |  |
| 1985       | Parker                              | Sra. Epps                |                                           |  |
| 1985       | Yellow Pages                        | Sra. Van Der Reuter      |                                           |  |
| 1987-1988  | Simon and the Witch                 | La Bruja                 | 25 episodios                              |  |
| 1987       | Doctor Who - Paradise Towers        | Tabby                    | 3 episodios                               |  |
| 1991       | Impromptu                           | Baronesa Laginsky        |                                           |  |
| 1992       | Heartbeat                           | Rene Kirby               | “Rumours”                                 |  |
| 1993       | The Hour of the Pig                 | Madame Langlois          |                                           |  |
| 1995       | Sense and Sensibility               | Sra. Jennings            |                                           |  |
| 1996       | Tales from the Crypt                | Sra. Trask               | “A Slight Case of Murder”                 |  |
| 1996       | The Secret Agent                    | Madre de Winnie          |                                           |  |
| 1996       | The Snow Queen's Revenge            | Brenda                   | Voz                                       |  |
| 1997       | Paradise Road                       | Sra. Roberts             |                                           |  |
| 1997       | For My Baby                         | Olga Jenikova            |                                           |  |
| 1997       | Midsomer Murders                    | Iris Rainbird            | "The Killings at Badger's Drift"          |  |
| 1998       | Casualty                            | Barbara Thomas           | “Eye Spy”                                 |  |
| 1998       | El barbero de Siberia               | Perepelkina              |                                           |  |
| 1999       | Alicia en el país de las maravillas | La Duquesa               | Película de televisión                    |  |
| 1999       | A Christmas Carol                   | Sra. Riggs               | Película de televisión                    |  |
| 1999       | Esposas e hijas                     | Sra. Goodenough          | 3 episodios                               |  |
| 2000       | Randall & Hopkirk (Deceased)        | Sra. Glauneck            | “A Man of Substance”                      |  |
| 2001       | Nice Guy Eddie                      | Vera McMullen            | Película de televisión                    |  |
| 2001       | Harry Potter y la piedra filosofal  | Retrato de La Dama Gorda |                                           |  |
| 1998-2002  | Playing the Field                   | Sra. Mullen              | 26 episodios                              |  |
| 2002       | Nice Guy Eddie                      | Vera McMullen            | 7 episodios                               |  |
| 2002       | Shackleton                          | Janet Stancombe Wills    | 2 episodios                               |  |
| 2003       | Wren: The Man Who Built Britain     | Reina Anne               | Documental de televisión                  |  |
| 2003–2004  | Swiss Toni                          | Madre de Swiss Toni      | 12 episodios                              |  |
| 2003, 2004 | The Royal                           | Dolly Smith              | “If Not For You”, “For Better, for Worse” |  |
| 2004       | The Queen of Sheba's Pearls         | Laura Pretty             |                                           |  |
| 2005       | Where the Heart Is                  | Maureen                  | “Care”                                    |  |
| 2005       | Heartbeat                           | Sra. Andrews             | “The End of the Road”                     |  |
| 2005       | Jericho                             | Ellen Jericho            | ‘The Hollow Men”                          |  |
| 2006       | Midsomer Murders                    | Ursula Gooding           | “Dead Letters”                            |  |
| 2006       | Agatha Christie’s Poirot            | Sra. Leadbetter          | “Taken at the Flood”                      |  |
| 2008       | Love Soup                           | Madre de Penny           | "Integrated Logistics"                    |  |
| 2008       | Is Anybody There?                   | Prudence                 | Último papel en una película              |  |